# Ajos Nikolaos (dystrykt Pafos)
Ajos Nikolaos (gr. Άγιος Νικόλαος) – wieś w Republice Cypryjskiej, w dystrykcie Pafos. W 2011 roku liczyła 61 mieszkańców.